# Omer Tarin

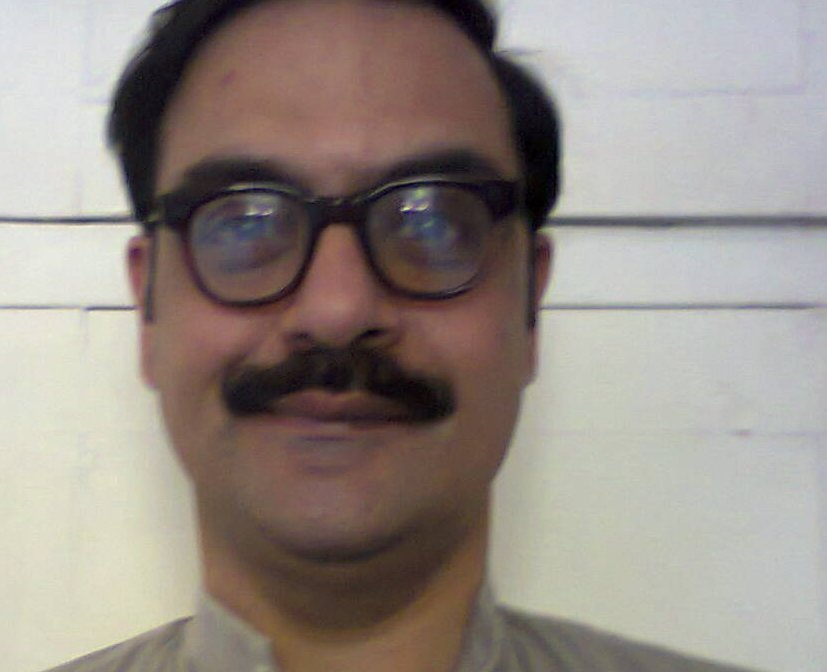
Omer Tarin

Omer Tarin, auch Omar Tarin (* März 1967 in Peshawar), ist ein pakistanischer Dichter, Gelehrter und ein Sufi. 
Tarin stammt aus einer angesehenen pakistanischen Familie. Er besuchte das Army Burn Hall College in Abbottabad sowie das Aitchison College in Lahore und studierte dann dort an der University of the Punjab, Lahore. Er arbeitet heute als Dozent und Wissenschaftler an der Universität in Lahore.

## Werke (Auswahl)
Poetische Werke
- The Harvest Season of Love Songs. Poems. Leo Books, Islamabad 1996, ISBN 978-969-8127-11-4.
- A Sad Piper. Leo books, Islamabad 1994, ISBN 969-8127-03-8.
- Burnt Offerings. Poems. NUMA Press, London 2003, ISBN 978-969-8127-07-7.

Prosa
- From Hill and Plain. Short Stories. 2011, ISBN 978-1-105-18623-3.
- Selected Shorter Essays. 2011, ISBN 978-1-105-15532-1.